# Réginald (acteur)
 (novembre 2016).
Si vous disposez d'ouvrages ou d'articles de référence ou si vous connaissez des sites web de qualité traitant du thème abordé ici, merci de compléter l'article en donnant les références utiles à sa vérifiabilité et en les liant à la section « Notes et références ».
Réginald, né le 29 décembre 1881 à Ixelles et décédé le 29 octobre 1951 à Bruxelles, est un acteur belge.

## Biographie
On ne sait pratiquement rien de cet acteur dont on ignore même le véritable nom.

## Filmographie
- 1914 : Maudite soit la guerre, d'Alfred Machin
- 1934 : Les Quatre Mousquetaires, de Gaston Schoukens : cardinal de Richelieu
- 1937 : Les Chevaliers de la cloche / Ridders en clochards, de René Le Hénaff: Prince d'Alcala
- 1938 : Mon père et mon papa / Mijn vater en mijn papa, de Gaston Schoukens
- 1948 : Passeurs d'or, d'Emile-Georges De Meyst : Claes
- 1950 : Ah ! Qu'il fait bon chez nous / Ah ! t'ls zo fijn in België te leven, d'Émile-Georges De Meyst : l'huissier